# Salario (Roma)
Salario è il quarto quartiere di Roma, indicato con Q. IV.
Il toponimo indica anche la zona urbanistica 2D del Municipio Roma II di Roma Capitale.
Prende il nome dalla via Salaria ed è il quartiere più piccolo di Roma.

## Geografia fisica

### Territorio
Si trova nell'area nord della città, a ridosso delle Mura aureliane.
Il quartiere confina:
- a nord-est con il quartiere Q. XVII Trieste[1]
- a est con il quartiere Q. V Nomentano[2]
- a sud con il rione R. XVII Sallustiano[3]
- a ovest con il quartiere Q. III Pinciano[4]

La zona urbanistica confina:
- a nord con la zona urbanistica 2Y Villa Ada
- a nord-est con la zona urbanistica 2E Trieste
- a sud-est con la zona urbanistica 3A Nomentano
- a sud con la zona urbanistica 1F XX Settembre
- a ovest con le zone urbanistiche 2X Villa Borghese e 2B Parioli

## Storia
Il Salario è fra i primi 15 quartieri nati nel 1911, ufficialmente istituiti nel 1921.
Nel 1926 fu ridotto con la nascita del quartiere XVII Savoia, oggi Trieste.
Il territorio immediatamente al di fuori di Porta Pia è rimasto zona di campagna fino alla fine del XIX secolo come tutte le zone fuori le Mura aureliane note allora come "suburbia".

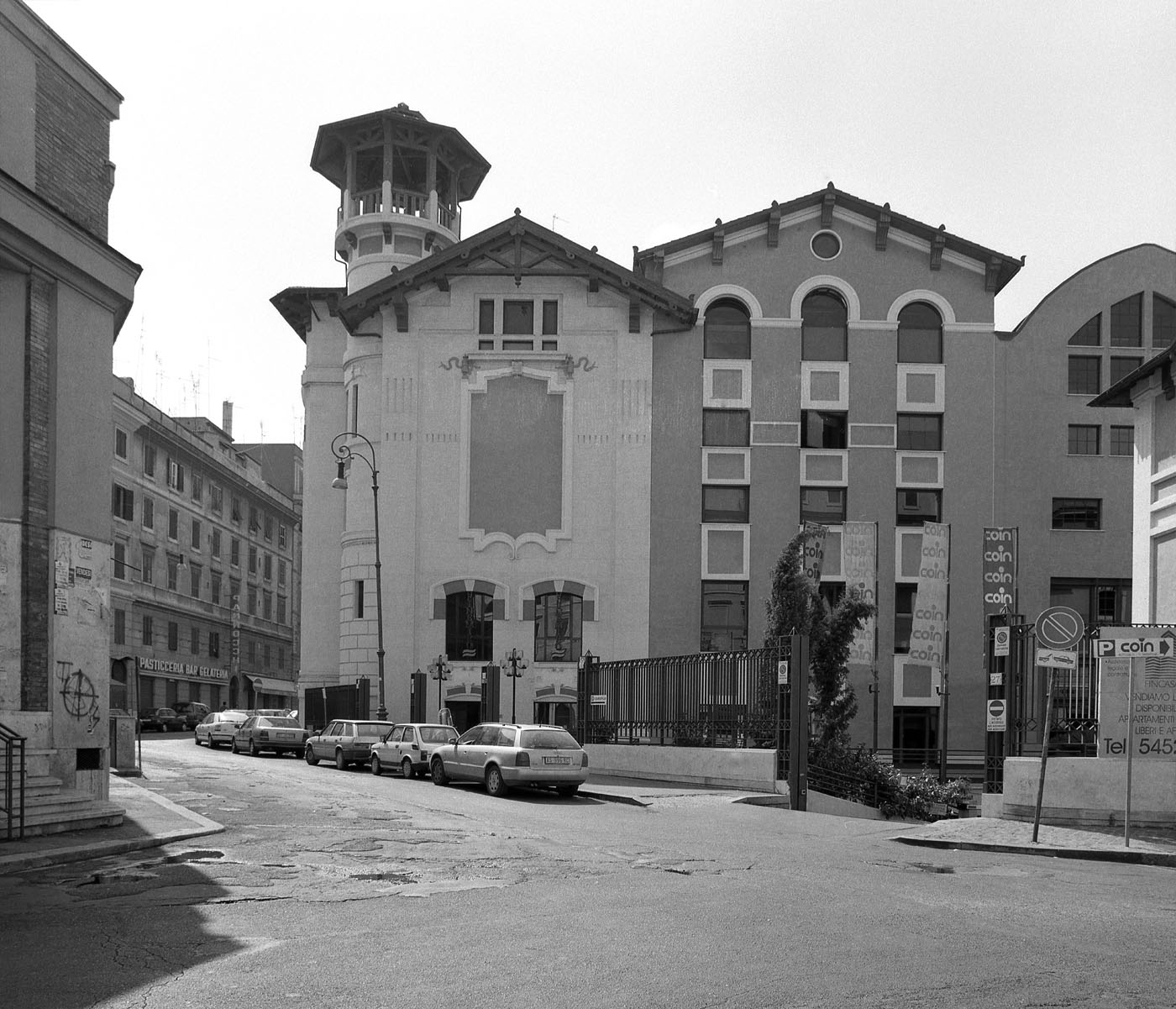
L'ex Birreria Peroni di Roma (1998)

La zona, percorsa dalla via Nomentana e dalla via Salaria, che da lì prendono origine, ha ospitato dal XVIII secolo tenute di caccia e residenze di campagna come Villa Albani, ancora oggi esistente e che occupa un buon quarto del territorio del quartiere, e Villa Patrizi (nel territorio del quartiere Nomentano). Quest'ultima sorgeva immediatamente fuori Porta Pia e fu sacrificata alle esigenze d'espansione della Roma post-unitaria. Il sito è ora occupato dal Ministero dei Trasporti.
Le prime attività edilizie sulle nuove lottizzazioni esterne alle Mura aureliane iniziarono nell'area esterna a Porta Pia e Porta Salaria già nell'ultimo ventennio del XIX secolo. Fu solo, però, nel 1911 che l'amministrazione della città definì la nascita dei nuovi quartieri, che venne poi resa ufficiale nel 1921. L'area del quartiere Salario fu compresa nell'ambito del territorio definito dalle Porte Pia e Salaria fino al ponte sull'Aniene e alla riva sinistra dello stesso fiume.
Tale definizione territoriale fu poi rivista nel 1926 con l'istituzione del quartiere Savoia (oggi Trieste), che incluse tutte le zone al di là dell'attuale viale Regina Margherita riducendo notevolmente la dimensione del Salario.

### Stemma
D'azzurro al palo d'argento col sole sorgente d'oro.

## Monumenti e luoghi d'interesse

### Architetture civili

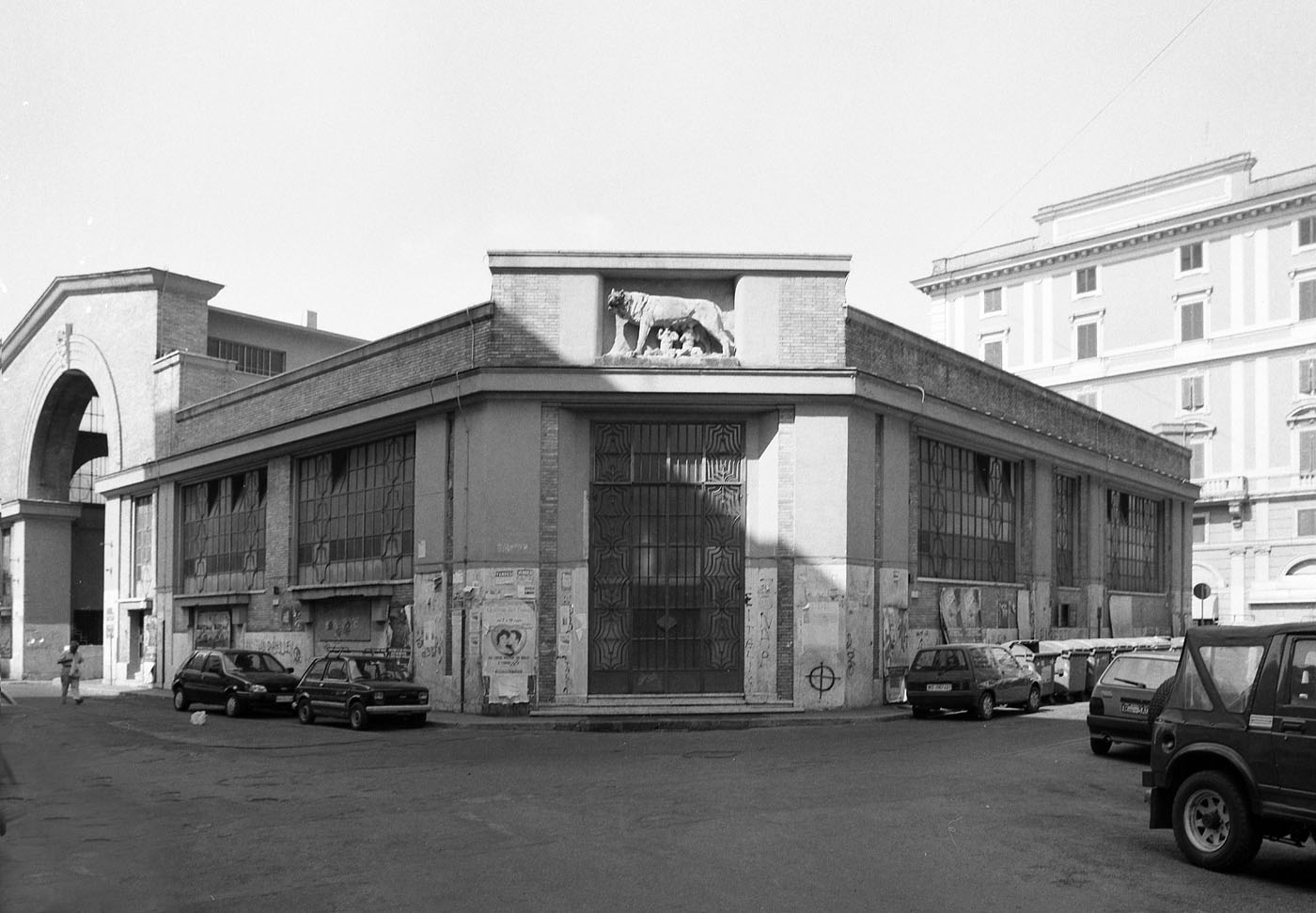
Il mercato coperto di via Alessandria a Roma 1998

- Ex stabilimento Birra Peroni. Edifici del XIX secolo (1864)[6].

Complesso di tre lotti di edifici distribuiti fra via Nizza e via Alessandria. Fabbrica dismessa nel 1971.
- Palazzo di Marcello Piacentini, su via Savoia. Edificio in stile barocchetto del XX secolo (1918-20).
- Mercato Nomentano, su piazza Alessandria. Edificio in stile umbertino del XX secolo (1929). 41.911252°N 12.501587°E

Progettato da Elena Luzzatto e ristrutturato nel 2016 nell'ambito del progetto "Mercati d'Autore", promosso da Apre Roma.

### Architetture religiose
- Chiesa di Santa Maria della Mercede e Sant'Adriano, su viale Regina Margherita.

### Siti archeologici
- Catacombe di Santa Felicita, su via Salaria.

### Ville e parchi
- Villa Albani

## Cultura

### Musei
- Museo di Arte Contemporanea di Roma (MACRO), su via Nizza.

### Biblioteche
- Biblioteca del Centro Ricerca e Documentazione Arti Visive, su via Reggio Emilia.

## Geografia antropica

### Odonimia
Come nei quartieri confinanti, anche nel Quartiere Salario vie e piazze sono per la maggior parte dedicate a città italiane (nella parte a sud di Villa Albani) oppure a fiumi (nell'area nord del quartiere), ma ve ne sono anche dedicate a caduti nella presa di Porta Pia e derivate da denominazioni locali.